# Kid McCoy
Kid McCoy, właśc. Charles McCoy (ur. jako Norman Selby 13 października 1872 w Moscow w hrabstwie Rush, zm. 18 kwietnia 1940 w Detroit) – amerykański bokser, były zawodowy mistrz świata kategorii średniej i półciężkiej.

## Życiorys
Nie przekraczał limitu wagi średniej, ale często mierzył się z zawodnikami wagi półciężkiej i ciężkiej. Był znany nie tylko z umiejętności pięściarskich, ale i z nieczystego sposobu walki. Często stosował tzw. cios korkociągowy (ang. corkscrew punch), który polegał na przekręceniu rękawicy w momencie, gdy stykała się z ciałem przeciwnika, by spowodować dodatkowy ból i zranić skórę. Popularne amerykańskie powiedzenie the real McCoy pochodzi podobno od anegdoty, której był bohaterem.
Pierwszą walkę zawodową stoczył w 1891. Był niepokonany do maja 1894, gdy Billy Steffens znokautował go w 1. rundzie. Podobno pewny siebie McCoy demonstracyjnie wystawił podbródek do przeciwnika, co tamten wykorzystał do nokautującego ciosu. W tym samym roku McCoy dwukrotnie pokonał Steffensa na punkty.
2 marca 1896 w Nowym Jorku McCoy niespodziewanie znokautował mistrza świata w kategorii półśredniej Tommy’ego Ryana. Był to pojedynek o tytuł mistrzowski w wadze średniej do 154 funtów. McCoy był wcześniej sparringpartnerem Ryana, który go zlekceważył i niedostatecznie przygotował się do walki. Podobno McCoy wprowadził Ryana w błąd udając, że jest chory i bez sił. 18 maja tego roku w Bostonie McCoy wygrał przez dyskwalifikację w 6. rundzie z Mysterious Billym Smithem, a 26 grudnia w Johannesburgu znokautował z 9. rundzie Billa Doherty’ego w pojedynku o południowoafrykańską wersję mistrzostwa świata kategorii średniej do 158 funtów. We wrześniu 1897 zremisował z Tommym Ryanem (pojedynek przerwała policja), a w listopadzie znokautował George’a LaBlanche’a.
17 grudnia 1897 w Nowym Jorku Kid McCoy i Dan Creedon zmierzyli się w pojedynku o mistrzostwo wagi średniej do 158 funtów. Poprzedni mistrz Bob Fitzsimmons był wówczas mistrzem wagi ciężkiej. McCoy zwyciężył przez poddanie w 16. rundzie. Nie bronił jednak nowo zdobytego tytułu i zaczął mierzyć się z zawodnikami wagi ciężkiej. Gdy 20 maja 1898 w Syracuse pokonał na punkty Gusa Ruhlina, ogłosił się mistrzem świata kategorii ciężkiej. Jego roszczenia skończyły się, gdy 10 stycznia 1899 w Nowym Jorku Tom Sharkey znokautował go w 10. rundzie. W następnej walce w marcu McCoy pokonał na punkty Joego Choynskiego, z którym również zremisował w październiku tego roku. 1 stycznia 1900 zwyciężył Petera Mahera.
Znokautował w 4. rundzie Joego Choynskiego 12 stycznia 1900 w Nowym Jorku, odbierając mu tytuł mistrza świata kategorii półciężkiej do 165 funtów. Nie bronił tego mistrzostwa, a za to odnowił swoje roszczenia do tytułu w wadze średniej, wygrywając z Danem Creedonem i Jackiem Bonnerem. W międzyczasie zremisował z Tommym Ryanem, który był powszechnie uznawany za mistrza tej kategorii wagowej. 30 sierpnia 1900 w Madison Square Garden w Nowym Jorku McCoy został znokautowany przez byłego mistrza świata wagi ciężkiej Jima Corbetta, przy czym podejrzewano, że walka była ustawiona.
22 kwietnia 1903 w Detroit przegrał na punkty z Jackiem Rootem. Walka ta jest uważana za pierwszy pojedynek o mistrzostwo świata kategorii półciężkiej z limitem 175 funtów. W następnym roku stoczył walkę no decision z „Philadelphia” Jackiem O’Brienem oraz pokonał Jacka „Twin” Sullivana. W 1905 walczył tylko raz, a w 1906 i 1907 nie występował w ringu. W 1908 stoczył dwie walki, w tym znokautował Petera Mahera. Występował jeszcze w 1911 i 1912, a ostatnią walkę bokserską stoczył w 1914.
Był barwną postacią również poza ringiem. Dziewięciokrotnie żenił się, w tym trzykrotnie z tą samą kobietą. Występował w kilku niemych filmach, w tym Złamanej lilii D.W. Griffitha, który był jego przyjacielem.
W 1924 został skazany na 24 lata za zabójstwo Theresy Mors, z którą wówczas mieszkał. Następnego dnia po zabójstwie pojmał i uwięził 12 osób w sklepie należącym do męża zabitej kobiety. Karę odbywał w więzieniu San Quentin, skąd został zwolniony za dobre sprawowanie w 1932. W 1940 popełnił samobójstwo zażywając śmiertelną dawkę tabletek nasennych.
Został wybrany w 1991 do Międzynarodowej Bokserskiej Galerii Sławy.
Film Brutal Glory z 1989 jest sfabularyzowaną biografią Kida McCoya, choć wiele wątków tam przedstawionych nie odpowiada rzeczywistości.